# Signes
Signes ist eine französische Gemeinde mit 3.126 Einwohnern (Stand 1. Januar 2022) im Département Var in der Region Provence-Alpes-Côte d’Azur. Sie gehört zum Kanton Saint-Cyr-sur-Mer im Arrondissement Toulon.

## Geographie
Signes liegt in einer Talsohle im Massif de la Sainte-Baume etwa auf halbem Weg der Verbindungslinie von Saint-Maximin-la-Sainte-Baume nach Toulon, die beide etwa 30 km Luftlinie entfernt liegen. Von den 133 km² des Gemeindegebietes sind 110 km² bewaldet. Damit ist Signes die am stärksten bewaldete Gemeinde des Départements Var. Hier entspringt der Fluss Gapeau und nimmt seinen Zufluss Latay auf. Das Gemeindegebiet gehört zum Regionalen Naturpark Sainte-Baume.

## Geschichte
In schriftlichen Quellen begegnet der Ort erstmals im Jahr 984 als Signa. Später werden im Gebiet des heutigen Signes die Siedlungen Castrum Vetus, Signa Blancqua und Signa de Barrarenquis genannt, aus denen drei eigenständige Dörfer entstanden: Château-Vieux, Signe-la-Blanche et Signes-Barrarenques. Das Gebiet gehörte zum Herrschaftsgebiet der Grafen von Marseille, der Famille de Signes und später der Bischöfe von Marseille. Wie in vielen mittelalterlichen Schlössern der Provence fanden in Signes Cours d’amour statt.
Im Jahr 1572 wurde Frédéric de Bagueneau, Bischof von Marseille und Herr von Signes in seinem Wohnsitz ermordet. Noch lange nannte man die Bürger von Signes Bischofsmörder. 1590 wurde das Schloss durch Truppen des Duc de Guise besetzt.

### Internierungslager Camp der Chibron
Seit 1935 war von den französischen Militärbehörden im Gemarkungsteil Chibron (Lage) Gelände gepachtet worden, auf dem in der ersten Hälfte des Jahres 1940 Belgier untergebracht wurden, die vor der voranrückenden deutschen Wehrmacht in den Süden Frankreichs geflüchtet waren.
Am 20. Juni 1940 wurde aus dem Flüchtlingslager ein Internierungslager für Franzosen, die vom Vichy-Regime als „gefährlich für die Landesverteidigung oder die öffentliche Sicherheit“ betrachtet wurden. Nach Guillon kamen noch etwa dreißig Sträflinge hinzu, die zivilrechtlich verurteilt worden waren, und bei den gefährlichen Franzosen habe es sich überwiegend um Kommunisten gehandelt. Einer der bekanntesten Internierten war der Pädagoge Célestin Freinet.
FMD und Guillon gehen davon aus, dass das Internierungslager bis zum 14./15. Februar 1941 in Betrieb war. Es habe über 536 Plätze verfügt, sei aber in der Regel nur mit 490 Personen belegt gewesen. Nach FMD-Angaben erlebte das Lager am 1. November 1940 mit 521 Internierten seine höchste Belegung, und insgesamt, so Guillon, hätten 721 Internierte das Lager passiert. Die anfangs strenge Bewachung durch Militärangehörige habe sich entspannt, als das Lager nach dem Waffenstillstand von Compiègne (1940) einer zivilen Verwaltung unterstellt worden sei. Dennoch seien die Lebensbedingungen im Lager hinsichtlich Unterbringung und Verpflegung schlecht gewesen.
Laut FMD wurden am 16. Oktober 1940 „antinationaux“ (Antinationale) in das Internierungslager Saint-Sulpice verlegt (laut Guillon 123 Personen); ihnen folgten am 15. Februar 1941 401 Internierte, deren Bestimmungsort das Internierungslager Fort Barraux war.
Während für die FMD und auch für Guillon mit der Verlegung der Internierten die Geschichte des Camp de Chibron beendet war, hatten nach Robert Mencherini in Chibron „Spanier der 104. GTE die kommunistischen Internierten abgelöst und verkohlten das bereits gefällte Holz, während andere auf den Feldern arbeiteten“. Mencherini stützt sich auf eine Quelle aus dem Jahr 1942, doch weitere Hinweise auf den Einsatz einer Groupe de Travailleurs Étrangers (GTE) in Signes liegen nicht vor.

### Die Résistance in Signes
Nach Guillon „organisierte sich der örtliche Widerstand diskret“ und trat im April 1941 mit Anti-Vichy- und Pro-de-Gaulle-Parolen erstmals in Erscheinung. 1943 und insbesondere 1944 erhielt der lokale Widerstand dann Verstärkung durch Flüchtlinge aus Toulon oder La Seyne. Unter ihnen befand sich auch Charles Dubost, der später zu den Anklägern im Nürnberger Prozess gegen die Hauptkriegsverbrecher zählte.
Am 24. November 1943 fand ein schwerer alliierter Luftangriff auf Toulon statt. Dabei stürzte ein von der Flak getroffenes Flugzeug über der Gemarkung von Signes ab. Maquisards konnten den Piloten bergen und in ein Café in Signes bringen, das ihnen selber als Sammel- und Versorgungspunkt diente.
Am 2. Januar 1944 kam es zu einer von den Deutschen durchgeführten Razzia gegen eine Widerstandsgruppe, die sich auf der Ferme de Limate versteckt hatte. (Lage) 75 Deutsche lieferten sich ein Feuergefecht mit einer unbekannten Anzahl Widerstandskämpfer. Zwei, die von einer Mission auf die Farm zurückkehren wollten, wurden abgefangen und deportiert, zwei oder drei konnten fliehen, neun weitere wurden zusammen mit einem zufällig anwesenden Hirten gefangen genommen und erschossen. Sie wurden zunächst in einem Massengrab verscharrt, dann aber von Kameraden und Einheimischen ausgegraben und am 5. Januar 1944 auf dem Friedhof von Signes begraben. Am 9. März 1944 berichtete Maurice Schumann in seiner täglichen Ansprache in der BBC über dieses Massaker.
Zwei weitere Widerstandskämpfer wurden am 9. Januar 1944 in Signes aufgrund einer Denunziation verhaftet und starben bei ihrer Deportation. Am 4. Mai 1944 richtete die FTP einen Tabakhändler hin, dessen Sohn beschuldigt wurde, den Deutschen bei der Verhaftung am 9. Januar behilflich gewesen zu sein.
Dass das Camp de Chibron in irgendeinerweise immer noch eine Funktion hatte, ergibt sich aus einem weiteren Hinweis von Guillon. Nach ihm unterhielt die Compagnons de France, eine Jugendbewegung des Vichy-Regimes, dort ein Zentrum. Dieses wurde am 8. Juni 1944 von Widerstandskämpfern überfallen, um dort eingelagerte Decken, Lebensmittel, Kochutensilien und einen Lieferwagen für eigene Zwecke zu requirieren. Diese Widerstandskämpfer gehörten zu einer Gruppe, die sich auf der Ferme de Siou Blanc versteckt hielt. (Lage) Am 16. Juni sollte sich diese Widerstandsgruppe aus der Gegend zurückziehen, doch am gleichen Tag noch und an den darauf folgenden Tagen wurden mehrere von ihnen gefangen genommen und mindestens 10 erschossen.
Durch einen Verrat erlitt der Widerstand in Marseille und im Département Alpes-de-Haute-Provence im Juni und Juli 1944 schwere Verluste. Die Gestapo verhaftete zahlreiche Widerstandskämpfer, folterte sie, und brachte schließlich 29 von ihnen am 18. Juli in das Gebiet von Signes. Sie mussten dort die Grube ausheben, in der sie dann erschossen oder gar noch lebendig verscharrt wurden. Unter ihnen befand sich auch ein amerikanischer Fallschirmspringer. Am 12. August ermordeten die Deutschen am gleichen Ort neun weitere Widerstandskämpfer.
Das Charnier des Vallon des Fusillés (Massengrab im Tal der Erschossenen) wurde im September 1944 entdeckt. Deutsche Kriegsgefangene mussten dann die teilweise unkenntlichen Leichen exhumieren; vier konnten nicht mehr identifiziert werden. Am 21. September 1944 fand auf dem Friedhof Saint-Pierre in Marseille ein Staatsbegräbnis unter dem Vorsitz von Raymond Aubrac statt. Im Vallon des Fusillés (Lage) wird seither an jedem 18. Juli der Ermordeten gedacht.

Le Charnier des Vallon des Fusillés
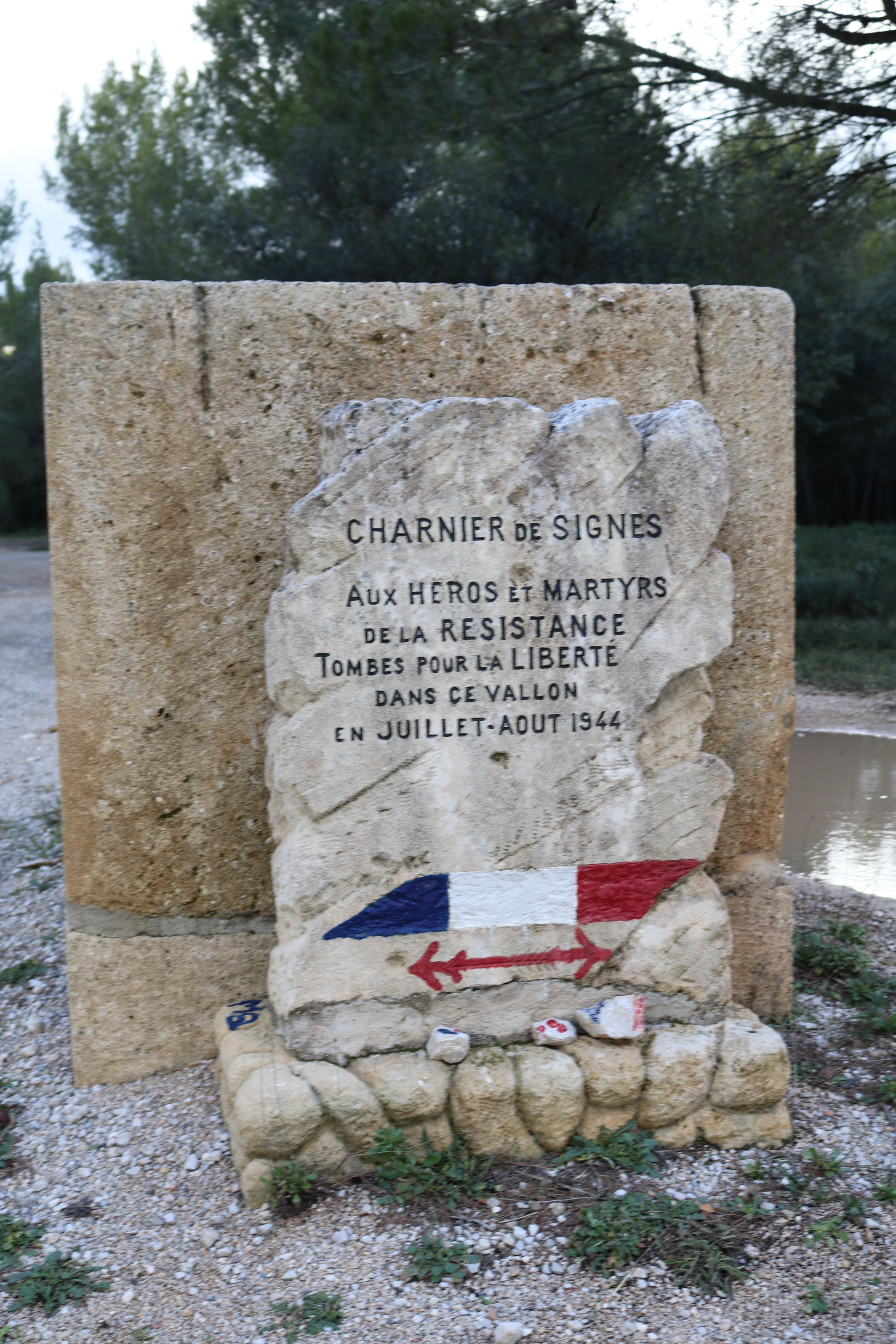
Wegweiser an der D2
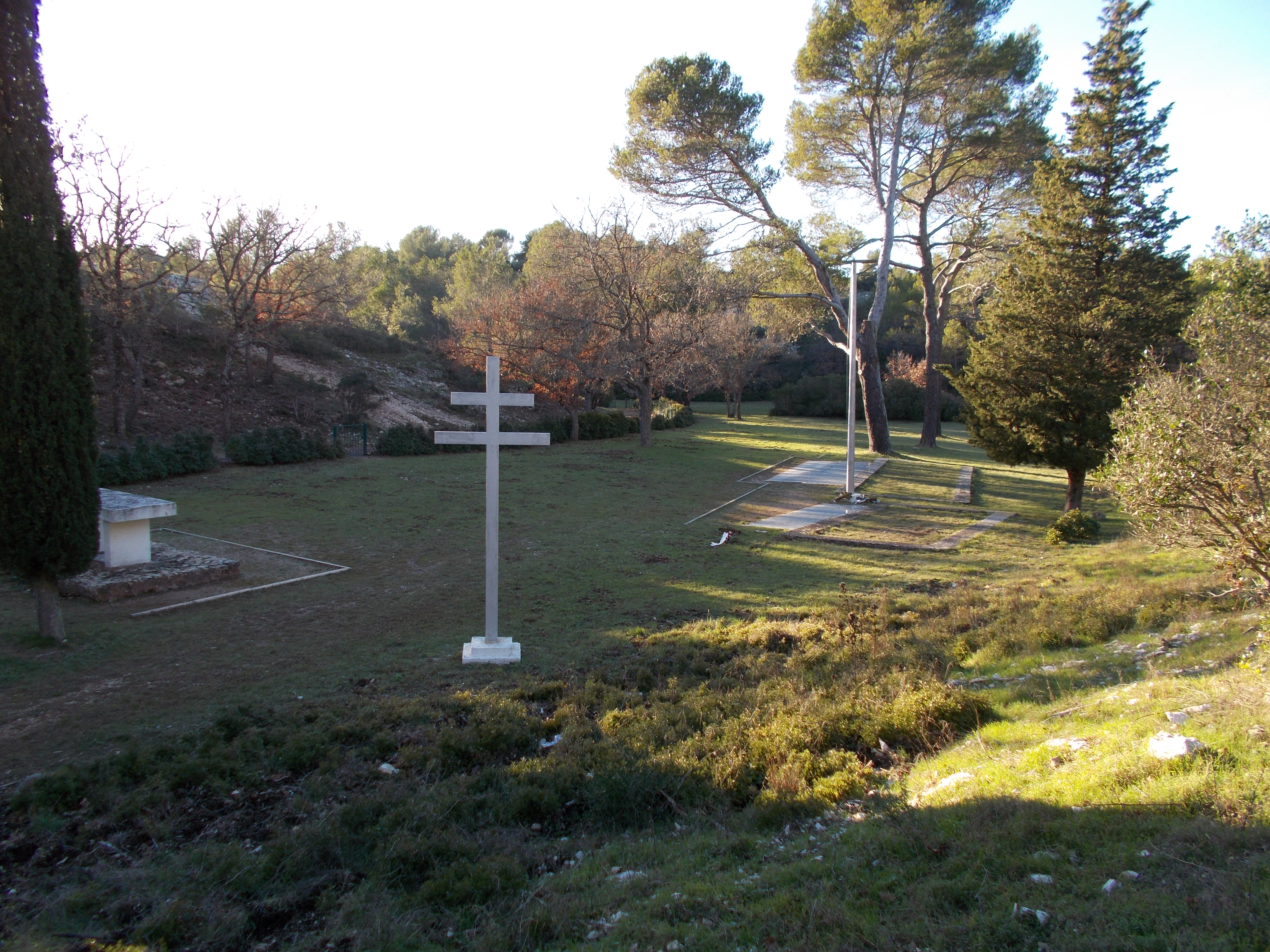
Blick auf die Gedenkstätte
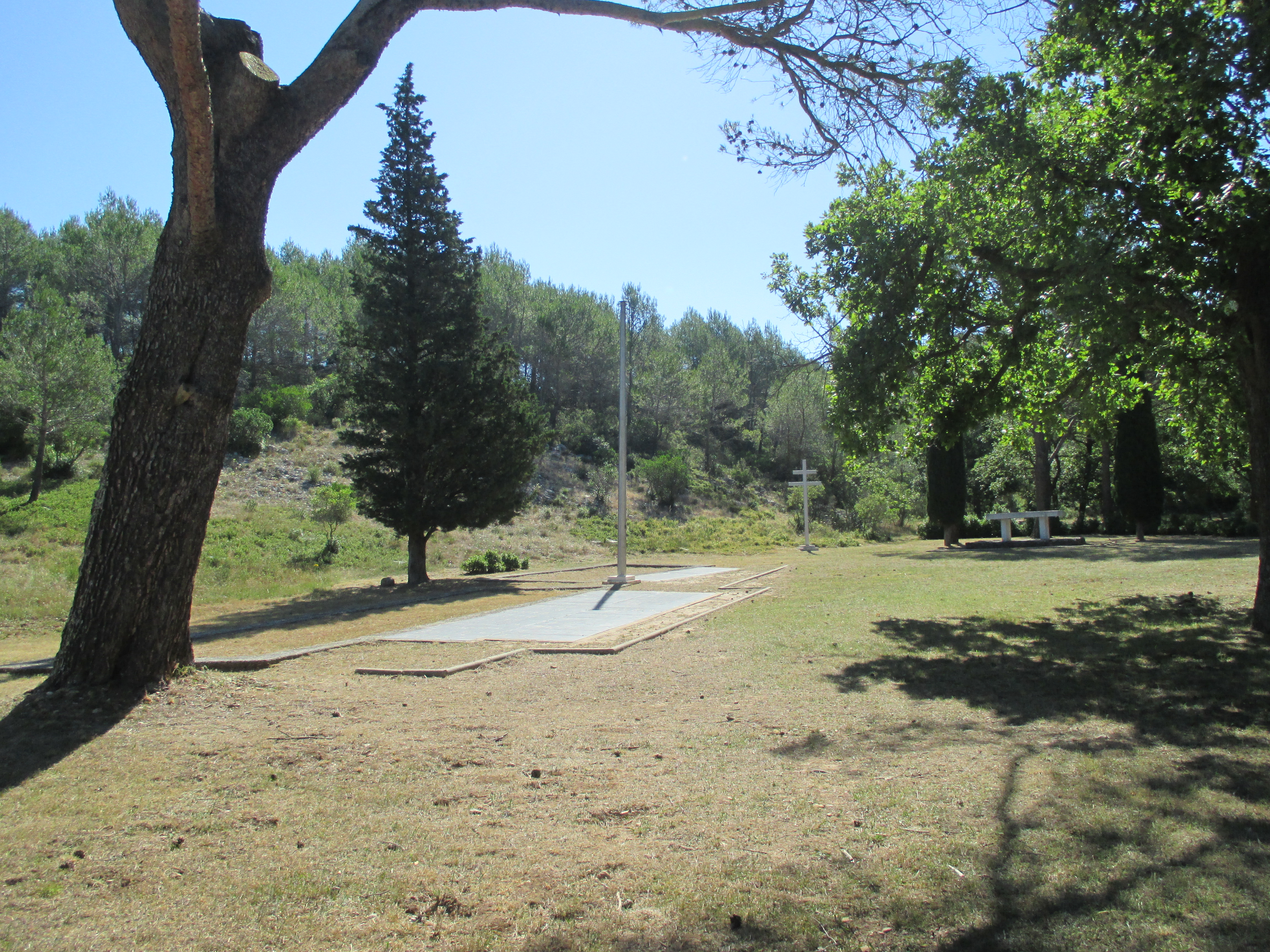
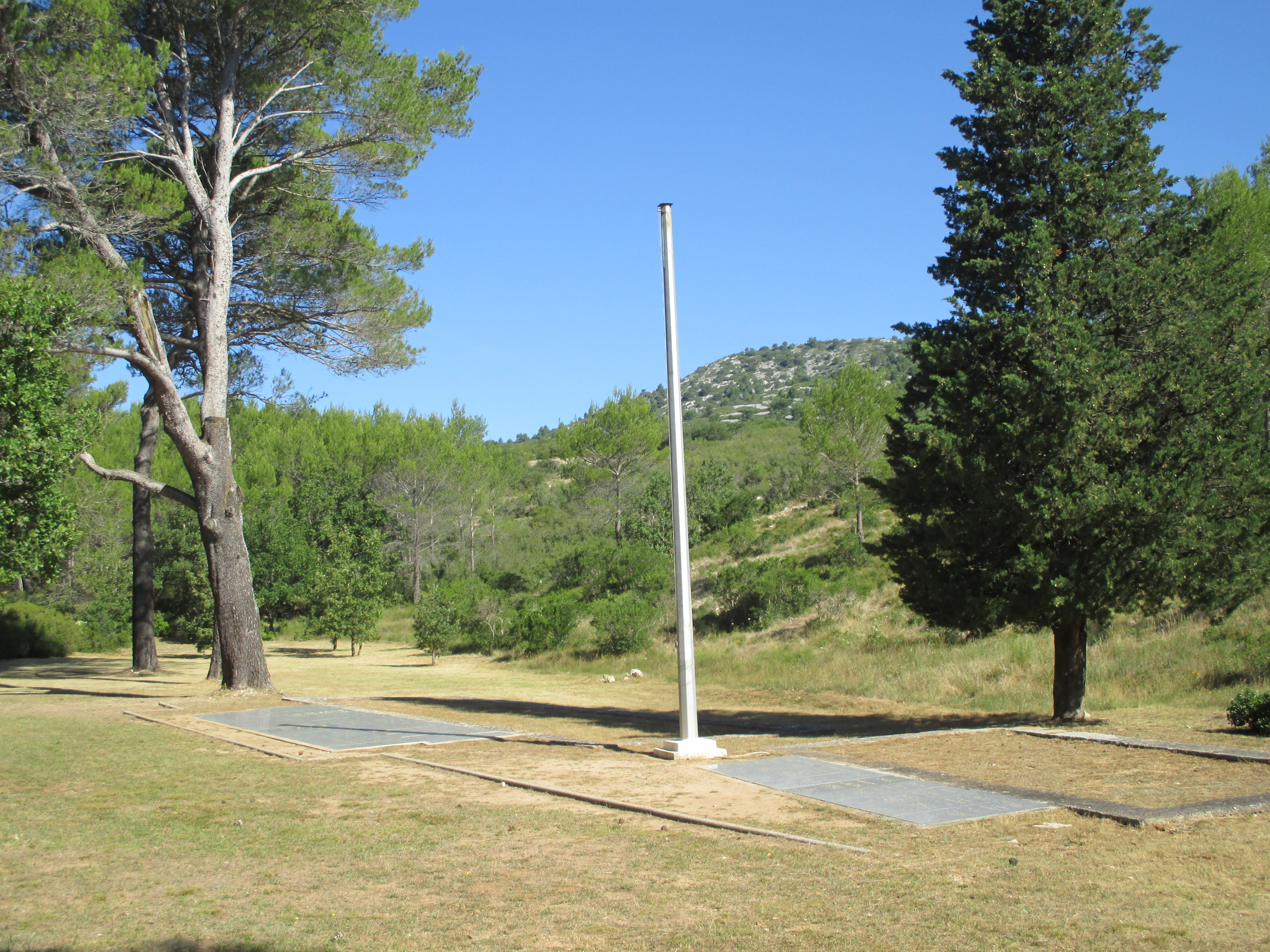

Die Befreiung von Signes kündigte sich nach Guillon am 13. August 1944 durch den Absturz eines amerikanischen Bombers auf das Gebiet der Gemeinde an. Zwei Fallschirmspringer konnten sich retten und vor den Deutschen in Sicherheit gebracht werden. Ein Pilot konnte nur tot geborgen werden, der zweite wurde am nächsten Tag gerettet. Die Deutschen drohten an, Signes niederzubrennen und Geiseln zu nehmen, was aber unterblieb.
Signes wurde am 18. August 1944 nach der Evakuierung der Bewohner befreit. Die hier noch verbliebenen Widerstandskämpfer nahmen Kontakt mit der amerikanischen Vorhut auf und beteiligten sich an den Operationen, die zur Einnahme von Toulon führten. Das örtliche Befreiungskomitee übernahm am 19. August das Rathaus und bildete eine vierzehnköpfige Kommunalvertretung. Deren erste Tat war symbolisch, aber „sehr bedeutsam für den republikanischen Willen der neuen Dorfführer“; Straßen von Signes erhielten Namen die dem Geist der neuen Zeit Ausdruck verleihen sollten (Platz- oder Straßenbenennungen nach Charles de Gaulle, Winston Churchill, Franklin D. Roosevelt oder der „Liberation“).

## Sehenswürdigkeiten
- In einem Haus in Signes wurde zu Beginn des Krieges Filmmaterial der Brüder Auguste Marie Louis Nicolas Lumière versteckt.
- Eine Kurve des Circuit Paul Ricard, gelegen knapp außerhalb der Gemeinde, ist nach dem Ort benannt.
- Kirche Saint-Pierre
- Kapelle Notre-Dame-de-l'Annonciation
- Kapelle Notre-Dame-de-la-Nativité
- Kapelle Saint-Clair
- Kapelle Saint-Jean

## Persönlichkeiten
- Paul Ricard (1909–1997), Unternehmer, war Bürgermeister von Signes.